# Nokia Sensing XCHALLENGE
Nokia Sensing XCHALLENGE（ノキア・センシング・X チャレンジ）は、Xプライズ財団が主催した個人の健康状態の情報取得の機能、精度を競うコンテスト。

## 概要
これまでにAnsari X PrizeやGoogle Lunar X Prizeをはじめ、数々の先駆的なコンテストを主催してきたXプライズ財団による主催で、よりタイムリー、簡便、費用効果的、高信頼性である必要があることを背景として、新規・既存センシング技術の潜在能力を発揮させるための動機づけが目的でノキアがメインスポンサーを務めた。
1回目の「チャレンジ 1」では、2013年7月に予選審査、10月に決勝審査が行われ、2回目の「チャレンジ2」では、2014年5月に予選審査、7月に最終審査が開催され、11月11日に優勝者が発表された。賞金総額$225万ドルで大賞1チーム、優秀賞5チームが決定され、賞金はそれぞれ、大賞 $52万5千ドル、優秀賞各 $12万ドルが授与された。

## 競技項目
- バイオセンサー
- 画像化
- 環境
- 運動学
- 行動
- 生理学